# Harry Lea
Harry Lea là một cầu thủ bóng đá người Anh thi đấu ở Football League cho Accrington.